# ويليام تورانس هايز
ويليام تورانس هايز هو سياسي كندي، ولد في 7 سبتمبر 1837، وتوفي في 27 يونيو 1875. حزبياً، نشط في حزب أونتاريو المحافظ التقدمي. وقد انتخب عضو برلمان مقاطعة أونتاريو.